# Dème de Tenée
Le dème de Tenée, en grec moderne : Δήμος Τενέας / Dímos Tenéas, est un ancien dème du  district régional de Corinthie, en Grèce. Depuis 2010, il est fusionné au sein du dème des Corinthiens.
Selon le recensement de 2011, la population du dème compte 5 084 habitants.
Le dème tire son nom de la cité antique de Ténée qui, selon Pausanias, aurait été fondée par des prisonniers troyens à la suite de la guerre de Troie.